# Diskuskastning för damer i friidrott vid olympiska sommarspelen 2012
Damernas diskus vid olympiska sommarspelen 2012, i London i Storbritannien avgjordes den 3–4 augusti på Londons Olympiastadion. Tävlingen började med en kvalomgång där alla deltagare deltog för att kvalificera sig till finalen, deltagarna fick tre chanser var att kasta över kvalgränsen. Om färre än 12 deltagare uppnått kvalgränsen när alla deltagare kastat sina tre gånger gick de 12 bästa deltagarna vidare. Därefter kom finalen där alla återigen fick tre kast var, de åtta bästa deltagarna där fick ytterligare tre kast. Stephanie Brown-Trafton från USA är regerande mästare efter sin seger i Peking 2008.

## Medaljörer
| Event          | Guld                     | Guld                     | Silver                        | Silver                        | Brons           | Brons           |
| Diskuskastning | Sandra Perković Kroatien | Sandra Perković Kroatien | Darja Pisjtjalnikova Ryssland | Darja Pisjtjalnikova Ryssland | Li Yanfeng Kina | Li Yanfeng Kina |

## Rekord
Före tävlingarna gällde dessa rekord:
| Världsrekord (WR)     | Gabriele Reinsch (GDR) | 76,80 m       | Neubrandenburg, Östtyskland | 9 juli 1988       | [ 4 ] |
| Olympiskt rekord (OR) | Martina Hellmann (GDR) | 72,30 m       | Seoul, Sydkorea             | 29 september 1988 | [ 5 ] |
| Världsårsbästa (WL)   | ej fastställt          | ej fastställt | ej fastställt               | ej fastställt     |       |

## Program
Tider anges i lokal tid, det vill säga västeuropeisk sommartid (UTC+1).
3 augusti
- 19:10 – Kval

4 augusti
- 19:30 – Final

## Resultat

### Kvalomgång
Den inledande kvalomgången ägde rum den 3 augusti. Kvalet samlade 35 deltagare, som var uppdelade i två grupper och varje deltagare fick tre försök. Kvalgränsen var 63,00 m eller de tolv bästa kastarna. Åtta deltagare nådde över kvalgränsen. För att nå final krävdes 62,47 m, 53 cm under kvalgränsen.
| Plac | Grupp | Namn                      | Nation           | #1    | #2    | #3    | Resultat | Noteringar |
| ---- | ----- | ------------------------- | ---------------- | ----- | ----- | ----- | -------- | ---------- |
| 1    | A     | Yarelys Barrios           | Kuba             | x     | 65.94 | -     | 65.94    | Q          |
| 2    | B     | Nadine Müller             | Tyskland         | 65.89 | -     | -     | 65.89    | Q          |
| 3    | B     | Sandra Perković           | Kroatien         | 65.74 | -     | -     | 65.74    | Q          |
| 4    | A     | Darja Pisjtjalnikova      | Ryssland         | 65.02 | -     | -     | 65.02    | Q          |
| 5    | B     | Stephanie Brown Trafton   | USA              | x     | 61.09 | 64.89 | 64.89    | Q          |
| 6    | A     | Li Yanfeng                | Kina             | 59.69 | 64.48 | -     | 64.48    | Q          |
| 7    | A     | Dani Samuels              | Australien       | 60.02 | x     | 63.97 | 63.97    | Q, SB      |
| 8    | A     | Krishna Poonia            | Indien           | x     | 63.54 | -     | 63.54    | Q          |
| 9    | B     | Anna Rüh                  | Tyskland         | 62.98 | x     | 59.71 | 62.98    | q          |
| 10   | B     | Zinaida Sendriūtė         | Litauen          | 61.71 | x     | 62.79 | 62.79    | q          |
| 11   | A     | Ma Xuejun                 | Kina             | 62.66 | 60.49 | 62.18 | 62.66    | q          |
| 12   | A     | Mélina Robert-Michon      | Frankrike        | x     | 62.47 | 59.72 | 62.47    | q          |
| 13   | B     | Seema Antil               | Indien           | x     | 61.10 | 61.99 | 61.99    |            |
| 14   | B     | Nicoleta Grasu            | Rumänien         | 61.86 | 59.59 | x     | 61.86    | SB         |
| 15   | B     | Gia Lewis-Smallwood       | USA              | x     | 61.44 | 61.25 | 61.44    |            |
| 16   | B     | Andressa de Morais        | Brasilien        | x     | x     | 60.94 | 60.94    | SB         |
| 17   | B     | Svetlana Sajkina          | Ryssland         | 59.76 | 60.67 | x     | 60.67    |            |
| 18   | A     | Natalya Fokina-Semenova   | Ukraina          | 58.37 | 60.61 | 60.36 | 60.61    |            |
| 19   | B     | Dragana Tomašević         | Serbien          | 59.32 | 60.53 | 57.68 | 60.53    |            |
| 20   | A     | Julia Fischer             | Tyskland         | x     | 58.82 | 60.23 | 60.23    |            |
| 21   | B     | Karen Gallardo            | Chile            | 58.82 | 60.09 | x     | 60.09    |            |
| 22   | A     | Li Wen-Hua                | Kinesiska Taipei | 58.22 | 59.91 | 58.99 | 59.91    |            |
| 23   | A     | Vera Karmisjina-Ganejeva  | Ryssland         | 59.90 | 49.53 | x     | 59.90    |            |
| 24   | A     | Żaneta Glanc              | Polen            | 56.40 | 59.88 | 56.77 | 59.88    |            |
| 25   | A     | Aretha Thurmond           | USA              | 58.38 | 59.39 | 57.81 | 59.39    |            |
| 26   | A     | Rocío Comba               | Argentina        | 55.22 | 55.81 | 58.98 | 58.98    |            |
| 27   | B     | Denia Caballero           | Kuba             | 57.47 | x     | 58.78 | 58.78    |            |
| 28   | B     | Kateryna Karsak           | Ukraina          | x     | x     | 58.64 | 58.64    |            |
| 29   | A     | Allison Randall           | Jamaica          | 57.16 | 58.06 | x     | 58.06    |            |
| 30   | A     | Yaime Pérez               | Kuba             | 57.46 | x     | 57.87 | 57.87    |            |
| 31   | B     | Monique Jansen            | Nederländerna    | 55.65 | 57.50 | 56.04 | 57.50    |            |
| 32   | B     | Irina Rodrigues           | Portugal         | 57.23 | x     | 55.58 | 57.23    |            |
| 33   | B     | Sviatlana Siarova         | Belarus          | 56.70 | 55.99 | x     | 56.70    |            |
| 34   | A     | Věra Pospíšilová-Cechlová | Tjeckien         | 55.00 | x     | x     | 55.00    |            |
| -    | B     | Tan Jian                  | Kina             | x     | x     | x     | NM       |            |

### Final
Finalen ägde rum den 4 augusti.
| Plats | Namn                    | Nationalitet | 1     | 2     | 3     | 4     | 5     | 6     | Resultat | Noteringar |
| ----- | ----------------------- | ------------ | ----- | ----- | ----- | ----- | ----- | ----- | -------- | ---------- |
| 1     | Sandra Perković         | Kroatien     | 64.58 | 68.11 | 69.11 | x     | 66.96 | 64.03 | 69,11    | NR         |
| 2     | Darja Pisjtjalnikova    | Ryssland     | 65.19 | 62.07 | 65.06 | 66.42 | 67.56 | 59.13 | 67,56    |            |
| 3     | Li Yanfeng              | Kina         | x     | 67.22 | x     | x     | 63.64 | x     | 67,22    |            |
| 4     | Yarelys Barrios         | Kuba         | 63.97 | 66.38 | 64.84 | 64.06 | x     | 65.21 | 66,38    |            |
| 5     | Nadine Müller           | Tyskland     | 65.71 | 65.06 | x     | 64.16 | 64.35 | 65.94 | 65,94    |            |
| 6     | Mélina Robert-Michon    | Frankrike    | 62.23 | 61.70 | 62.41 | 62.66 | 63.62 | 63.98 | 63,98    | SB         |
| 7     | Krishna Poonia          | Indien       | 62.42 | x     | 61.61 | x     | 63.62 | 61.31 | 63,62    |            |
| 8     | Stephanie Brown Trafton | USA          | 63.01 | x     | 59.30 | x     | x     | 61.89 | 63,01    |            |
| 9     | Zinaida Sendriūtė       | Litauen      | 61.68 | x     | x     |       |       |       | 61,68    |            |
| 10    | Anna Rüh                | Tyskland     | 59.95 | x     | 61.36 |       |       |       | 61,36    |            |
| 11    | Ma Xuejun               | Kina         | 61.02 | x     | 60.72 |       |       |       | 61,02    |            |
| 12    | Dani Samuels            | Australien   | 60.40 | 59.86 | 57.87 |       |       |       | 60,40    |            |

Lördagen den 4 augusti 2012

 Olympic Stadium, London, Storbritannien
Temperatur.. °C